# Hauke Brückner
Hauke Brückner (* 29. Februar 1980 in Eutin) ist ein ehemaliger deutscher Fußballspieler, der unter anderem für den FC St. Pauli in der 2. Bundesliga spielte.

## Karriere
Hauke Brückner, Spitzname „Jorge“, begann seine Karriere in der Jugend des Wedeler TSV. Er betrieb auch Leichtathletik bei der LG Wedel-Pinneberg, unter anderem gemeinsam mit dem späteren Basketballprofi Alexander Seggelke. Nach der B-Jugend wechselte Brückner zu Raspo Elmshorn. Trainer Eugen Igel zog ihn in die Herrenmannschaft Elmshorns hoch. Dort spielte er bereits in jungen Jahren in der Oberliga Nord und weckte das Interesse von Profivereinen: Im Dezember 1999 spielte er zur Probe bei Hansa Rostock und beim Hamburger SV vor. 2000 wechselte Brückner zum FC St. Pauli. Nach der Saison 2000/2001 wurde er als Hamburgs bester Amateurfußballer dieses Spieljahres ausgezeichnet. Über die zweite Mannschaft St. Paulis gelangte er in der Saison 2002/03 in den Kader und bestritt in derselben Saison zehn Spiele in der 2. Bundesliga. Im Januar 2004 zog sich Brückner bei einem Hallenturnier eine Knöchelverletzung zu und war anschließend ein Jahr später immer noch nicht wieder einsatzfähig, ihm drohte das vorzeitige Karriereende. Im Mai 2005 gewann er mit dem FC St. Pauli den Hamburger Pokalwettbewerb.
Dank einer guten Vorbereitung auf die Saison 2005/06, die allerdings durch abermalige Verletzungssorgen überdeckt wurde, ließ er Ende Oktober 2005 wieder in der Regionalliga aufhorchen, als er gegen den VfL Osnabrück in St. Paulis Anfangself gestellt wurde und in der Begegnung das Siegtor zum 2:1-Endstand erzielte.
Als Allrounder in der Defensive wurde er meist auf der linken Abwehrseite oder als „Abräumer“ vor der Verteidigung eingesetzt. Im DFB-Pokal-Viertelfinalspiel des FC St. Pauli gegen Werder Bremen im Januar 2006, das der damalige Regionalligist auf schneebedecktem Platz am Millerntor gegen den Bundesligisten mit 3:1 gewann, kam Brückner über die gesamte Spielzeit im halblinken defensiven Mittelfeld zum Einsatz. In der folgenden Begegnung der Vorschlussrunde desselben Wettbewerbs im April 2006 gegen den FC Bayern München (0:3) wurde Brückner in der 70. Minute eingewechselt. Mit St. Pauli feierte er 2007 den Meistertitel der Regionalliga.
Im Sommer desselben Jahres wechselte Brückner zu Holstein Kiel in die Oberliga Nord. Während der Hinrunde kam er lediglich auf neun Spiele, da er sich vor dem 12. Spieltag einen Syndesmoseband-Riss zuzog. Mit den Kielern feierte er als Meister der Oberliga Nord 2008 den Aufstieg in die Regionalliga. In der Folge-Saison errang Brückner mit Holstein Kiel auch die Meisterschaft der Regionalliga Nord.
2010 kehrte er zum FC St. Pauli zurück und spielte fortan in der 2. Mannschaft. Während Brückner ein Praktikum in der Pressestelle des Vereins durchlief, wurde er am 23. Februar 2011 von Trainer Holger Stanislawski aus der U 23 wieder in den Profikader berufen, und aufgrund der Verletztenmisere im Abwehrbereich eine Spielberechtigung für ihn beantragt. Damit stand Brückner erstmals in seiner Karriere im Kader einer Bundesligamannschaft; zum Einsatz kam er allerdings nicht.
Zu Saisonbeginn 2013/14 wechselte er zum VfL 93 Hamburg. Von 2014 bis 2016 spielte Brückner für den USC Paloma in der Fußball-Oberliga Hamburg.
Beruflich wurde Brückner in der Pressestelle des FC St. Pauli tätig.

## Einsätze
(Stand: 31. Dezember  2012)
- 2. Bundesliga: 10 Einsätze, 0 Tore
- 3. Liga: 8 Einsätze, 0 Tore
- Regionalliga: 114 Einsätze, 4 Tore
- Oberliga: 159 Einsätze, 27 Tore
- DFB-Pokal: 10 Einsätze, 0 Tore

## Erfolge
- DFB-Pokal-Halbfinalist 2006
- Meister der Regionalliga Nord 2007 mit dem FC St. Pauli und Aufstieg in die 2. Bundesliga
- Meister der Oberliga Nord 2008 mit Holstein Kiel
- SHFV-Pokalsieger 2008 mit Holstein Kiel
- Meister der Regionalliga Nord 2009 mit Holstein Kiel und Aufstieg in die 3. Liga
- Hamburger Pokalsieger 2005 mit dem FC St. Pauli
- Bester Hamburger Amateurfußballer des Spieljahres 2000/01
- Hamburger Pokalsieger mit der C-Jugend des Wedeler TSV 1994 (3:1 im Finale gegen den SC Vorwärts/Wacker Billstedt)